# San Lupo
San Lupo é uma comuna italiana da região da Campania, província de Benevento, cujo nome é uma homenagem ao bispo francês San Lupo de Troyes. Estende-se por uma área de 15 km². Faz fronteira com Casalduni, Cerreto Sannita, Guardia Sanframondi, Ponte, Pontelandolfo, San Lorenzo Maggiore.
Originalmente pertencente à província de Molise, somente em 1861 passou a ser parte da província de Beneveto.

## Demografia
| Variação demográfica do município entre 2016 e 2021                               |
|                                                                                   |
| https://ugeo.urbistat.com/AdminStat/en/it/demografia/popolazione/san-lupo/62063/4 |

1. ↑  «San Lupo, Campania, Italy». www.italyheritage.com. Consultado em 20 de julho de 2023
2. ↑  «Statistiche demografiche ISTAT» (em italiano). Dato istat
3. ↑  «Popolazione residente al 31 dicembre 2010» (em italiano). Dato istat
4. 1 2  «Istituto Nazionale di Statistica» 🔗 (em italiano). Statistiche I.Stat